# Strongylognathus chelifer
Strongylognathus chelifer — вид мурашок із роду Strongylognathus. Назву вперше опубліковано біологом Олександром Радченком у 1985 році. Також цей вид мурашок занесений до Міжнародного червоного списку МСОП як уразливий.

## Розповсюдження
Цей вид вперше був знайдений на території України, а саме в Херсонській області в заповіднику Асканія Нова.